# Нассиньи
Нассиньи́ (фр. Nassigny) — коммуна во Франции, находится в регионе Овернь. Департамент коммуны — Алье. Входит в состав кантона Эриссон. Округ коммуны — Монлюсон.
Код INSEE коммуны — 03193.
Нассиньи является центральной коммуной Франции (включая Корсику), согласно расчётам, произведённым в 1987 Жан-Жоржем Аффхолдером из Institut national de l'information géographique et forestière.

## Население
Население коммуны на 2008 год составляло 186 человек.
| 1962 | 1968 | 1975 | 1982 | 1990 | 1999 | 2008 |
| ---- | ---- | ---- | ---- | ---- | ---- | ---- |
| 131  | 181  | 147  | 150  | 156  | 145  | 186  |

## Экономика
В 2007 году среди 114 человек в трудоспособном возрасте (15—64 лет) 82 были экономически активными, 32 — неактивными (показатель активности — 71,9 %, в 1999 году было 76,1 %). Из 82 активных работали 76 человек (42 мужчины и 34 женщины), безработных было 6 (3 мужчин и 3 женщины). Среди 32 неактивных 6 человек были учениками или студентами, 14 — пенсионерами, 12 были неактивными по другим причинам.

## Достопримечательности
- Замок Нассиньи (XV век)
- Замок Ла-Герш (XV век)
- Первообразная церковь Сен-Мартен (XI век)
- Канал Берри